# Modified tarsus
Modified tarsus är en artgrupp inom släktet Drosophila och undersläktet Hawaiian Drosophila. Artgruppen består av fem artundergrupper och två arter utan placering i artundergrupp.

## Artundergrupper

### Artundergruppen bristle tarsus
- Drosophila apicisetae (Hardy, 1965)
- Drosophila apodasta (Hardy, 1965)
- Drosophila basimacula (Hardy, 1965)
- Drosophila bicondyla (Hardy, 1965)
- Drosophila brevitarsus (Hardy, 1965)
- Drosophila brunneisetae (Hardy, 1965)
- Drosophila expansa (Hardy, 1965)
- Drosophila lemniscata (Hardy, 1965)
- Drosophila perissopoda (Hardy, 1965)
- Drosophila petalopeza (Hardy, 1965)
- Drosophila prodita (Hardy, 1965)
- Drosophila quasiexpansa (Hardy, 1965)
- Drosophila redunca (Hardy, 1965)
- Drosophila seclusa (Hardy, 1965)
- Drosophila spicula (Hardy, 1965)
- Drosophila torula (Hardy, 1965)
- Drosophila trichaetosa (Hardy, 1965)
- Drosophila unicula (Hardy, 1965)

### Artundergruppen ciliated tarsus
- Drosophila brunneifrons (Hardy, 1965)
- Drosophila caccabata (Hardy, 1965)
- Drosophila carnosa (Hardy, 1965)
- Drosophila clavitibia (Hardy, 1965)
- Drosophila diffusa (Hardy, 1965)
- Drosophila dorsociliata (Hardy, 1965)
- Drosophila dumalis (Hardy, 1965)
- Drosophila fusticula (Hardy, 1965)
- Drosophila gilvilateralis (Hardy, 1965)
- Drosophila imparisetae (Hardy, 1965)
- Drosophila kraussi (Hardy, 1965)
- Drosophila latigena (Hardy, 1965)
- Drosophila medialis (Hardy, 1966)
- Drosophila melanopedis (Hardy, 1965)
- Drosophila nigritarsus (Hardy, 1965)
- Drosophila orestes (Hardy, 1965)
- Drosophila paucula (Hardy, 1965)
- Drosophila setipalpus (Hardy, 1965)
- Drosophila williamsi (Hardy, 1965)
- Drosophila xanthognoma (Hardy, 1965)
- Drosophila xanthosoma (Grimshaw, 1901)

### ArtundergruppenDrosophila primaeva
- Drosophila attigua (Hardy & Kaneshiro, 1969)

### Artundergruppen split tarsus
- Drosophila ancyla (Hardy, 1965)
- Drosophila attenuata (Hardy, 1965)
- Drosophila basisetosa (Hardy, 1965)
- Drosophila capitata (Hardy, 1965)
- Drosophila chaetocephala (Hardy & Kaneshiro 1979)
- Drosophila clavata (Hardy, 1965)
- Drosophila cnecopleura (Hardy, 1965)
- Drosophila cornutitarsus (Hardy & Kaneshiro, 1979)
- Drosophila cracens (Hardy, 1965)
- Drosophila dicropeza (Hardy & Kaneshiro, 1979)
- Drosophila dorsigera (Hardy, 1965)
- Drosophila enoplotarsus (Hardy, 1965)
- Drosophila forficata (Hardy & Kaneshiro, 1979)
- Drosophila fundita (Hardy, 1965)
- Drosophila furcatarsus (Hardy & Kaneshiro, 1979)
- Drosophila kokeensis (Hardy, 1966)
- Drosophila paracracens (Hardy & Kaneshiro, 1979)
- Drosophila paucitarsus (Hardy & Kaneshiro, 1979)
- Drosophila pectinitarsus (Hardy, 1965)
- Drosophila proceriseta (Hardy, 1965)
- Drosophila propiofacies (Hardy, 1965)
- Drosophila spiethi (Hardy, 1966)
- Drosophila systenopeza (Hardy & Kaneshiro, 1979)
- Drosophila variabilis (Hardy, 1965)

### Artundergruppen spoon tarsus

#### ArtkomplexetDrosophila sordidapex
- Drosophila sordidapex (Grimshaw, 1901)

#### Övriga arter inom spoon tarsus
- Drosophila atroscutellata (Hardy, 1966)
- Drosophila conformis (Hardy, 1965)
- Drosophila contorta (Hardy, 1965)
- Drosophila dasycnemia (Hardy, 1965)
- Drosophila fastigata (Hardy, 1965)
- Drosophila incognita (Hardy, 1965)
- Drosophila kikalaeleele (Lapoint, Magnacca & O'Grady, 2009)
- Drosophila mimiconformis (Hardy, 1965)
- Drosophila neutralis (Hardy, 1965)
- Drosophila percnosoma (Hardy, 1965)
- Drosophila waddingtoni (Basden, 1976)

## Övriga arter inom artgruppen modified tarsus
- Drosophila gubleri (Hardy, 1966)
- Drosophila oreas (Hardy, 1965)